# Norton (Massachusetts)
Norton es un pueblo ubicado en el condado de Bristol en el estado estadounidense de Massachusetts. En el Censo de 2020 tiene una población de 19,202 habitantes y una densidad poblacional de 250,68 personas por km².

## Geografía
Norton se encuentra ubicado en las coordenadas 41°57′27″N 71°10′45″O / 41.95750, -71.17917. Según la Oficina del Censo de los Estados Unidos, Norton tiene una superficie total de 75.92 km², de la cual 72.03 km² corresponden a tierra firme y (5.12%) 3.88 km² es agua.

## Demografía
Según el censo de 2010, había 19.031 personas residiendo en Norton. La densidad de población era de 250,68 hab./km². De los 19.031 habitantes, Norton estaba compuesto por el 93.98% blancos, el 1.83% eran afroamericanos, el 0.14% eran amerindios, el 1.81% eran asiáticos, el 0.06% eran isleños del Pacífico, el 0.61% eran de otras razas y el 1.57% pertenecían a dos o más razas. Del total de la población el 1.97% eran hispanos o latinos de cualquier raza.